# Mezinárodní fórum pro IV. generaci
Mezinárodní fórum pro IV. generaci (GIF) je výzkumné sdružení s cílem výzkumu a vývoje budoucích jaderných elektráren. Tyto jaderné elektrárny takzvané čtvrté generace by měly splňovat vysoké nároky na bezpečnost, udržitelnost a hospodárnost. První by měly být schopny provozu od roku 2030.

## Historie
První setkání mezinárodního fóra pro čtvrtou generaci se konalo v roce 2000 na půdě amerického ministerstva energetiky. V květnu 2001 bylo pak fórum oficiálně založeno následujícími devíti státy :
- Argentina
- Brazílie
- Spojené království
- Francie
- Japonsko
- Kanada
- Jižní Afrika
- Jižní Korea
- USA

V roce 2002 k fóru přistoupilo Švýcarsko a jako jedenáctý člen se v roce 2003 přidalo Evropské společenství pro atomovou energii (Euroatom). V roce 2005 se členy staly Čína a Rusko a v roce 2016 se připojila Austrálie.
- Švýcarsko
- Evropská unie - Euroatom
- Rusko
- Čína
- Austrálie

Argentina, Austrálie, Brazílie a Velká Británie jsou neaktivní členové; to znamená, že dosud nejsou aktivně zapojeni, profitují ale z výsledků výzkumu a vývoje.

## Cíle vývoje
Jaderné elektrárny generace III a III+ (např. evropské tlakovodní reaktory) jsou většinou následovníky generace II – tj. tlakokovodních reaktorů moderovaných lehkou vodou, které používají jako palivo obohacený uran. Když jsou vyhořelé palivové tyče z reaktoru vyjmuty, obsahují z větší části již jen neštěpitelný uran a plutonium. Tyto prvky, by ale v principu mohly být využity do nových palivových článků. Zbývající 3% jsou produkty štěpení a vyšší aktinoidy, které představují vlastní radioaktivní odpad. Do konečného úložiště jaderného odpadu se tak ukládá velké množství potenciálního jaderného paliva včetně transuranů s dlouhým poločasem rozpadu. V případě prostého ukládání vyhořelých palivových článků se u velké jaderné elektrárny jedná o cca 50 m³ vysoce radioaktivních odpadů ročně. S využitím přepracovávání je to cca 7 m³ za rok, avšak provozem zařízení pro přepracovávání se objem slabě a středně radioaktivního odpadu zvyšuje na pětinásobek.
S úbytkem využívání ropy a ostatních fosilních paliv, je nutné využívat více energie z jiných zdrojů, které pro různé účely mohou lišit. Jaderné elektrárny IV. generace je možné využít k výrobě vodíku (termickým rozkladem vody s využitím kyseliny sírové a jódu) a k výrobě syntetických paliv (syntetických uhlovodíků pomocí Fischer-Tropschovy syntézy). Jsou možné i dodávky tepla pro dálkové vytápění.
Cíle vývoje jaderných elektráren IV. generace jsou proto:

### Udržitelnost
- co nejefektivnější využití jaderného paliva, které je k dispozici
- možné využití thoria a plutonia z jaderných zbraní jako alternativních jaderných paliv
- minimalizace množství radioaktivního odpadu
- generace jaderného odpadu jen s, pokud možno, krátkou dobou poločasu rozpadu

Při využití pokročilých palivových cyklů a intenzivní recyklaci paliva, pomocí metod, které jsou vyvíjeny, se předpokládá, že množství odpadu pro konečné uložení bude možné snížit o několik řádů

### Hospodárnost
- nižší náklady oproti jiným druhům zdrojů energie (při zohlednění celého produkčního cyklu)
- srovnatelné finanční a technické riziko s ostatními druhy zdrojů energie
- hospodárné využití tepelné energie k výrobě vhodných energetických produktů tj. konverze uhlí na uhlovodíky a výroba vodíku
- hospodárné využití tepelné energie k dálkovému vytápění

### Bezpečnost
- vysoké bezpečnostní standardy
- velmi nízká pravděpodobnost těžkých poškození reaktorů
- eliminace potřeby externího nouzového zásobování energií
- pokud možno neatraktivní zdroj pro odcizení nebo zneužití štěpného materiálu
- pro provoz by nemělo být nutné obohacování uranu
- maximální úroveň zabezpečení proti teroristickým útokům
- kontejnment by měl být naplněn inertním plynem, pro vyloučení možnosti požáru

## Typy reaktorů
V prosinci 2002 byl zveřejněn strategický plán technologií (Technology Roadmap), který popisuje šest typů reaktorů, které se jeví jako perspektivní k naplnění cílů vývoje. S ohledem na cíle udržitelnosti jsou nejčastějšími typy reaktorů množivé reaktory. Každý typ reaktoru je hodnocen z hlediska svých vlastností a jsou vyjmenovány výzkumné úkoly, které budou muset být zvládnuty, aby byl příslušný typ dovyvinut k praktické použitelnosti.
Dále je uveden přehled šesti typů zmíněných reaktorů s krátkými popisy a s uvedením předností a nedostatků ve srovnání s ostatními typy reaktorů.

### Rychlé reaktory chlazené plynem
(Gas-Cooled Fast Reactor, GFR)

Schéma rychlého reaktoru chlazeného plynem

Rychlé reaktory chlazené plynem používají ke štěpení paliva rychlé neutrony a přímý cyklus s heliem, pro dosažení vysoké tepelné účinnosti. Výkonové zatížení aktivní zóny je vyšší než u vysokoteplotních reaktorů. Jako palivo přitom mohou být použity uran, thorium, plutonium nebo jejich směs. Palivo je v keramické formě a je tudíž velmi teplotně odolné. Možné jsou též palivové články s keramickým povlakem. Použitím nemoderovaných neutronů dochází také k transmutaci transuranů, což redukuje množství jaderného odpadu. Aktivní zóna reaktorů je tvořena palivem uspořádaným ve formě jehliček, destiček nebo hranolů. Vysoká teplota v aktivní zóně cca >850 °C může být využívána jako procesní teplo při výrobě dalších energetických produktů tj. pro konverzi uhlí na uhlovodíky nebo pro výrobu vodíku termickým rozkladem vody s využitím kyseliny sírové a jódu.
Přednosti
- jednodušší konstrukce
- hélium jako chladivo není radioaktivní
- aktivní zóna je extrémně teplotě odolná (teplota tavení oxidu thoria je 3390 °C)
- technologické teplo pro výrobu vodíku nebo konverzi uhlí na uhlovodíky
- transmutace radionuklidů s dlouhým poločasem rozpadu rychlými neutrony na radionuklidy s krátkým poločasem rozpadu

Nevýhody
- vysoké tepelné zatížení aktivní zóny
- vysoký neutronový tok

Vývojový tým: Euratom, Francie, Japonsko, Švýcarsko

### Vysokoteplotní reaktory

Schéma reaktoru s velmi vysokou teplotou pro výrobu vodíku

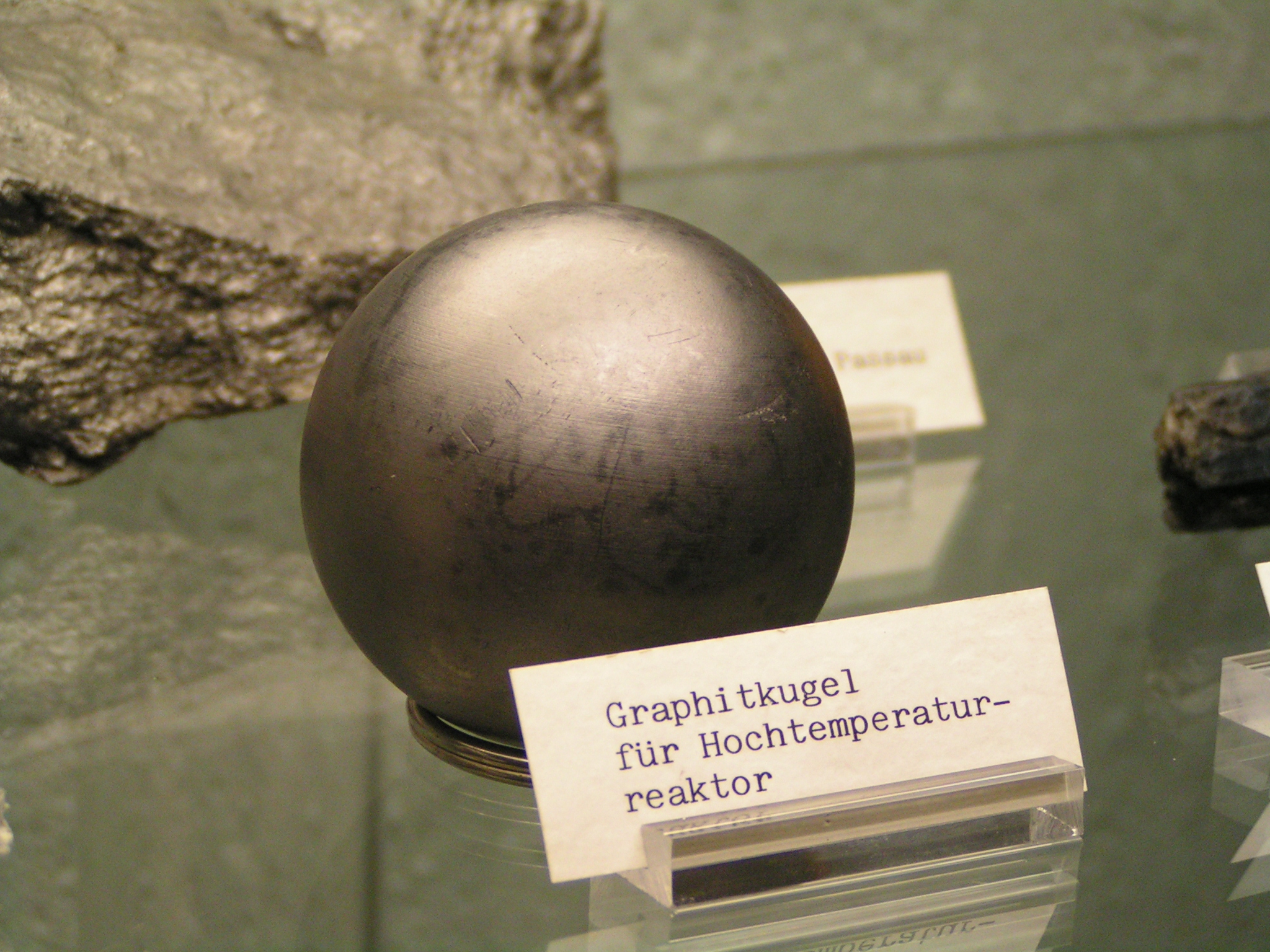
Kulička paliva o průměru cca 6 cm

(Very High Temperature Reactor, VHTR)
 Vysokoteplotní reaktor je koncept, při němž je aktivní zóna tvořena množstvím kulových nebo prizmatických palivových segmentů. Kuličky jsou z grafitu a obsahují uvnitř malé keramické palivové tělísko z uranu nebo thoria, které představuje 5% hmoty kuličky. Grafit působí jako moderátor a chrání palivo před okolím v reaktoru. Aktivní zóna je chlazena plynným héliem. Plyn má na výstupu z aktivní zóny teplotu přes 1000 °C a následně může expandovat přímo v turbíně. Nízká výkonová hustota 6 MW/m³ vede k tom, že je vysokoteplotní reaktor ze své fyzikální podstaty bezpečnější, tj. nemůže dojít k roztavení aktivní zóny. S přibývající teplotou v reaktoru se totiž zvyšuje pravděpodobnost zachycení neutronů jádrem uranu 238 a tím ke snížení neutronového toku. Z podmínek konstrukce vyplývá tedy maximální teplota v aktivní zóně reaktoru. Pokud tato teplota leží pod teplotou tavení materiálu reaktoru, nemůže dojít k roztavení aktivní zóny. Přitom ovšem musí být zajištěno, že reaktor může vznikající teplo pasivně odvést do okolí. Vysoká teplota chladicího plynu na výstupu z aktivní zóny může být využita jako procesní teplo při výrobě dalších energetických produktů tj. pro konverzi uhlí na uhlovodíky nebo pro výrobu vodíku termickým rozkladem vody s využitím kyseliny sírové a jódu.
Přednosti
- možno dosáhnout vysoké účinnosti tepelného cyklu (50%)
- není možné roztavení aktivní zóny
- jako palivo je možno použít uran a thorium
- helium není radioaktivní
- aktivní zóna není namáhána vysokým tlakem
- technologické teplo pro výrobu vodíku nebo konverzi uhlí na uhlovodíky

Nevýhody
- grafit jako moderátor
- vysoké tepelné zatížení aktivní zóny

Vývojový tým: Kanada, Čína, Euratom, Francie, Japonsko, Korea, Švýcarsko, USA, JAR

### Nadkritické lehkovodní reaktory

Schéma nadkritického lehkovodního reaktoru

(Super-Critical Water-Cooled Reactor, SCWR)
Nadkritický lehkovodní reaktor je tepelný reaktor, který jako pracovní médium používá vodu v nadkritickém stavu. Konstrukce odpovídá jednookruhovému varnému reaktoru. Voda jako pracovní médium se ale nachází trvale nad kritickým bodem, v primárním okruhu tedy nenastávají žádné fázové přechody. Teplota aktivní zóny je vyšší než u varných i tlakovodních reaktorů. Vygenerovaná nadkritická pára v jednookruhovém uspořádání pak přímo expanduje v parní turbíně a vyrábí tak elektrickou energii. Nadkritická voda působí jako moderátor, neutrony jsou ovšem moderovány jen částečně, aby se zvýšila výkonová hustota a umožnila se transmutace aktinoidů. Přednost je v jednoduché a úsporné konstrukci a vysoké tepelné účinnosti (až 45%). V důsledku velmi vysokého tlaku v primární zóně musí být proveden silnější kontejnment.
Přednosti
- vysoká účinnost tepelného cyklu (45%)
- jednodušší konstrukce
- transmutace radionuklidů s dlouhým poločasem rozpadu rychlými neutrony na radionuklidy s krátkým poločasem rozpadu

Nevýhody
- turbína za provozu kontaminována radioaktivitou stejně jako u jaderných elektráren s varnými reaktory
- velmi vysoký tlak (250 bar) v aktivní zóně
- je nutný silnější kontejnment
- v případě havárie se ztrátou chladicího média (LOCA), dojde ke krátkodobému navýšení výkonu reaktoru
- při poklesu tlaku v primární zóně a vzniku parních bublin může být reaktivita reaktoru lehce pozitivní nebo až silně negativní; záleží na konstrukci a zakládce paliva

Vývojový tým: Kanada, Euratom, Japonsko

### Sodíkem chlazené rychlé reaktory
(Sodium-Cooled Fast Reactor, SFR)

Schéma sodíkem chlazeného rychlého reaktoru

Sodíkem chlazený rychlý reaktor je množivý reaktor, tedy produkuje více paliva, než sám spotřebuje. Jedná se především o produkci plutonia z přírodního uranu. Pro štěpnou reakci se využívají rychlé neutrony. Pokud se reaktor přehřeje, zvýší se termická rychlost atomů uranu, což zvýší pravděpodobnost zachycení neutronů uranem 238, a tím se sníží neutronový tok a redukuje se četnost štěpení. Tímto svým fyzikálním chováním je reaktor sám o sobě chráněn před rizikem roztavení aktivní zóny, aniž by byly zapotřebí dodatečné bezpečnostní prvky. K odvodu tepla se používá tekutý sodík; výstupní teplota z aktivní zóny je maximálně 550 °C. Aktivní zóna reaktoru je uložena v nádrži z tekutého sodíku. Pomocí výměníku tepla je teplo převáděno do sekundárního sodíkového okruhu. Použití sekundárního sodíkového okruhu je nutné z bezpečnostních důvodů, neboť sodík je ve styku se vzduchem nebo z vodou velmi reaktivní a toto riziko je neakceptovatelné pro kontaminovaný sodík z primárního okruhu. Sodík ze sekundárního okruhu slouží ke generaci páry v terciárním okruhu. Pára pak pohání turbosoustrojí.
Některé SFR jsou již ve světě v komerčním provozu (např. francouzský Phénix 1973-2010, nebo ruský BN-reaktor 1980-dodnes), takže mezi technologiemi pro IV. generaci se jedná o typ, s nímž je získáno nejvíce zkušeností. Dva nejdůležitější projekty SFR generace IV jsou francouzský Advanced Sodium Technological Reactor for Industrial Demonstration (ASTRID) a Power Reactor Innovative Small Module PRISM firem Hitachi a General Electric.
Přednosti
- množení paliva
- pasivní bezpečnost
- nízký tlak v primárním a sekundárním okruhu
- transmutace radionuklidů s dlouhým poločasem rozpadu rychlými neutrony na radionuklidy s krátkým poločasem rozpadu

Nevýhody
- použití tří okruhů komplikuje zařízení a snižuje tepelnou účinnost
- sodík, použitý jako chladivo, je velmi reaktivní
- komplexní a drahý systém
- produkce plutonia, vhodného k použití v jaderných zbraních

Vývojový tým: Čína, Euratom, Francie, Japonsko, Korea, USA

### Olovem chlazené rychlé reaktory
(Lead-Cooled Fast Reactor, LFR)

Schéma olovem chlazeného rychlého reaktoru

Olovem chlazený rychlý reaktor používá rychlé neutrony. K odvádění tepla slouží olovo resp. eutektická slitina olova s bismutem. Tento systém bývá označován též jako „jaderná baterie“, poněvadž může být provozován po desetiletí (15 až 20 let), aniž by bylo třeba doplňovat jaderné palivo. V primárním okruhu nejsou žádná čerpadla, chlazení probíhá přirozenou konvekcí. Palivo je v kovovém stavu a skládá se z obohaceného uranu 235, MOX (= směs oxidů, nejčastěji uranu a plutonia) a transuranů. V důsledku dlouhé doby pobytu palivových článků v reaktoru se pravděpodobnost jaderného štěpení každého atomu v čase zvyšuje. Díky tomu i částice s malým účinným průřezem (měřeno v Barn) mohou být rozštěpeny nebo alespoň transmutovány. Teplota na chladiva na výstupu z aktivní zóny dosahuje cca 560 °C. Maximální teplota oxidu uhličitého, použitého jako pracovního média v tepelném cyklu je 400 °C. Účinnost pak dosahuje cca 44 %. Olovo se musí udržovat neustále tekuté, poněvadž jinak se reaktor stane nepoužitelným.
Nejdůležitějším mezinárodním projektem tohoto typu je MYRRHA (Multi-purpose hYbrid Research Reactor for High-tech Applications).
Přednosti
- malé tepelné zatížení
- nízký tlak v primárním okruhu
- žádná čerpadla
- olovo má vysoký bod varu a dobré stínicí vlastnosti
- transmutace radionuklidů s dlouhým poločasem rozpadu rychlými neutrony na radionuklidy s krátkým poločasem rozpadu

Nevýhody
- olovo jako chladivo musí zůstat tekuté
- bismut je drahý a vzácný
- bismut ve slitině s olovem sice výhodně snižuje teplotu tání, ale záchytem neutronů produkuje nebezpečné polonium způsobující kontaminaci primární zóny
- olovo i bismut mají velkou hustotu; vysoká hmotnost aktivní zóny vyžaduje robustní konstrukci, především kvůli rizikům při zemětřesení. Tím se zvyšují náklady stavby.
- pokud olovo/bismut ztuhne, reaktor se stane nepoužitelným (pozn. s těmito problémy se potýkaly sovětské jaderné ponorky třídy Alfa)

Vývojový tým: Euratom, Japonsko

### Reaktory založené na roztavených solích
(Molten Salt Reactor, MSR)

Schéma reaktoru s tekutou solí

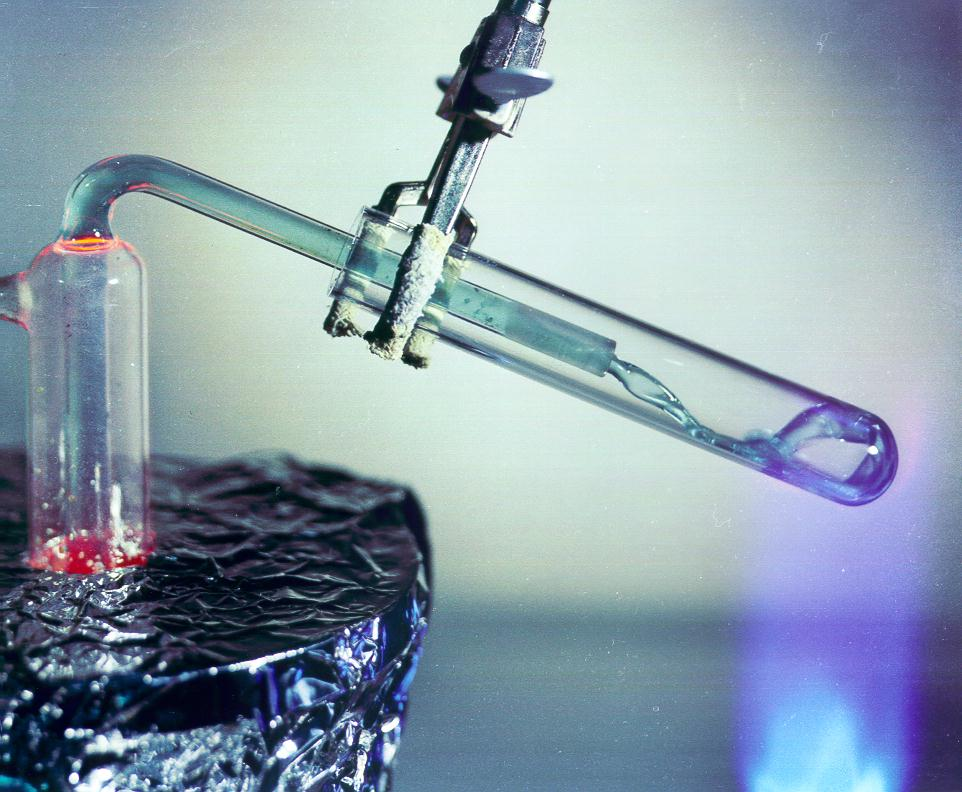
Roztavená sůl F-Li-Be

V reaktoru s tekutou solí se používá tekutá sůl jako chladivo i jako nosič paliva. Již v šedesátých létech se s tímto typem reaktoru experimentovalo pro využití ve vojenském letectví - pohon bombardérů. Reaktor s tekutou solí obsahuje tři okruhy. V prvním okruhu slouží sůl jako chladivo, např. 2LiF–BeF2, s tím, že do soli je přímo přimícháno palivo, které má rovněž charakter soli. V úvahu zde přichází 235UF4 a 232ThF4 v 1% až 2% koncentraci. Existují i úvahy použít jako palivo plutonium z likvidovaných jaderných zbraní, a to ve formě soli 239PuF3. Roztavená sůl je pumpována do primární zóny reaktoru, která je tvořena grafitovou matricí. Grafit zde působí jako moderátor. Dochází ke štěpné reakci, která ohřívá sůl na téměř 800 °C. Po opuštění primární zóny teče chladivo do prvního tepelného výměníku. Teplo je zde předáváno do druhého okruhu s tekutou solí. Ta už cirkuluje bez paliva, což má zabránit kontaminaci při netěsnostech výměníku. Teplo je přes další tepelný výměník do třetího okruhu, kde cirkuluje pracovní médium (vodní pára, oxid uhličitý nebo hélium), které pohání vlastní turbínu, vyrábějící elektrickou energii. Pod grafitovým jádrem se nalézá vodou chlazená zátka, která by se roztavila, pokud by teplota v aktivní zóně přesáhla povolenou mez, například kvůli selhání chlazení. Skrz roztavenou zátku by působením gravitace odtekla sůl z aktivní zóny do záchytných nádrží pod reaktorem. Tyto nádrže jsou chlazené, například obklopením vodní lázní, tak aby bylo odváděno teplo vznikající dodatečným rozpadem a jsou uspořádané tak, aby nemohlo dojít k nashromáždění kritického množství taveniny.
Přednosti
- primární zóna je roztavena (tzn. neřešíme zde roztavení aktivní zóny jako havarijní stav)
- izotop 135Xe způsobující otravu reaktoru  (tj. nadměrnou absorpci neutronového toku) je možné z okruhu kontinuálně odstraňovat
- konstrukčně je zajištěno, že nouzové odstavení reaktoru proběhne automaticky
- nízký tlak v primárním i v sekundárním okruhu. Nádoba reaktoru může být díky tomu poměrně jednoduchá.
- je možné je zkonstruovat i v malých rozměrech
- jako palivo bude možno využívat uran, thorium a pravděpodobně i plutonium
- může dodávat technologické teplo pro výrobu vodíku nebo konverzi uhlí na uhlovodíky

Nevýhody
- použití tří okruhů komplikuje zařízení a snižuje tepelnou účinnost
- grafit jako moderátor
- tekuté soli jsou korozivní a vyžadují speciální antikorozní slitiny kovů

Vývojový tým: Euratom, Francie